# Хронологія поширення COVID-19 (квітень 2021)
Стаття описує поширення коронавірусу тяжкого гострого респіраторного синдрому-2, що спричинив спалах коронавірусної хвороби 2019, у квітні 2021 року. Уперше хвороба була зареєстрована в місті Ухань у КНР у грудні 2019 року.

## Хронологія пандемії

### 1 квітня
- У Чилі зареєстровано більше 1 мільйона випадків COVID-19.[1]
- Малайзія повідомила про 1178 нових випадків хвороби, загальна кількість випадків зросла до 346678. Зареєстровано 1377 одужань, що довело загальну кількість одужань до 331001. Зареєстровано 6 смертей, що збільшило кількість померлих до 1278. Зареєстровано 14399 активних випадків хвороби, з них 163 у реанімації та 81 на апараті штучної вентиляції легень.[2]
- Нова Зеландія повідомила про 5 нових випадків хвороби, загальна кількість випадків зросла до 2501 (2145 підтверджених і 356 ймовірних). 9 хворих одужали, а загальна кількість одужань досягла 2408. Кількість померлих залишилася на рівні 26. Було 67 активних випадків хвороби, один випадок, про який було повідомлено раніше, перекваліфіковано як підозрюваний.[3]
- Сінгапур повідомив про 26 нових завезених випадків хвороби, загальна кількість випадків зросла до 60407. Зареєстровано 12 одужань, внаслідок чого загальна кількість одужань досягла 60161. Кількість померлих залишалася на рівні 30.[4]
- Україна повідомила про 17569 нових випадків хвороби за добу та рекордні 421 смерті за добу, загальна кількість зросла до 1691737 і 33246 відповідно; загалом одужали 1323083 хворих.[5]

### 2 квітня
- Малайзія повідомила про 1294 нові випадки хвороби, загальна кількість випадків зросла до 347972. Зареєстровано 1442 одужання, що довело загальну кількість одужань до 332443. Зареєстровано 5 смертей, що збільшило кількість померлих до 1283. Зареєстровано 14246 активні випадки хвороби, з них 168 у реанімації та 78 на апараті штучної вентиляції легень.[6]
- Сінгапур повідомив про 43 нових завезених випадки, загальна кількість випадків зросла до 60450. 15 хворих одужали, загальна кількість одужань досягла 60176. Кількість померлих залишилася на рівні 30.[7]
- Україна повідомила про рекордні 19893 нових випадків за добу та про рекордні 433 нових випадки смерті за добу, загальна кількість зросла до 1711630 і 33679 відповідно; загалом одужало 1333370 хворих.[8]

### 3 квітня
- У Канаді перевершено поріг у 1 мільйон випадків COVID-19.[9]
- Малайзія повідомила про 1638 нових випадків хвороби, внаслідок чого загальна кількість випадків досягла 349610. Зареєстровано 1449 одужань, загальна кількість одужань зросла до 333892. Зареєстровано 3 смерті, кількість померлих зросла до 1286. Зареєстровано 14432 активні випадки хвороби, 167 у реанімації та 81 на штучній вентиляції легень.[10]
- Росія повідомила про 384 нових відносних випадки смертності серед людей, що перевищило 100 тисяч відносних випадків смертності з початку пандемії, загальна відносна смертність зросла до 100017.
- У Сінгапурі повідомили про 18 нових випадків хвороби, в тому числі один з місцевою передачею вірусу та 17 завезених, загальна кількість випадків до 60468. Одужали 9 хворих, внаслідок чого загальна кількість одужань досягла 60185. Кількість померлих залишилася на рівні 30.[11]
- Україна повідомила про рекордний 20341 новий випадок за добу та 396 нових смертей за добу, загальна кількість зросла до 1731971 та 34075 відповідно; загалом одужали 1342536 хворих.[12]
- Президент Аргентини Альберто Фернандес отримав позитивний тест на COVID-19.

### 4 квітня
- Малайзія повідомила про 1349 нових випадків хвороби, внаслідок чого загальна кількість випадків досягла 350959. Зареєстровано 1270 одужань, загальна кількість одужань зросла до 335162. Зареєстровано 2 смерті, кількість померлих зросла до 1288. Зареєстровано 14509 активних випадків хвороби, 186 у реанімації та 94 на штучній вентиляції легень.[13]
- Нова Зеландія повідомила про 6 нових випадків хвороби, загальна кількість випадків зросла до 2507 (2151 підтверджених і 356 ймовірних). Одужали 12 хворих, загальна кількість одужань досягла 2420. Кількість померлих залишилася на рівні 26. У керованій ізоляції перебував 61 активний випадок хвороби.[14]
- Сінгапур повідомив про 10 нових завезених випадків, загальна кількість випадків зросла до 60478. Зареєстровано 17 одужань, загальна кількість одужань зросла до 60202. Кількість померлих залишилась на рівні 30.[15]
- Україна повідомила про 13738 нових випадків хвороби за добу та 258 нових смертей за добу, загальна кількість зросла до 1745709 і 34333 відповідно; загалом одужали 1347193 хворих.[16]

### 5 квітня
- У Бразилії перевищищено поріг у 13 мільйонів випадків COVID-19.[17]
- Малайзія повідомила про 1070 випадків хвороби, внаслідок чого загальна кількість випадків досягла 352029. Зареєстровано 1294 нових одужання, загальна кількість одужань зросла до 336456. Зареєстровано 7 смертей, кількість померлих зросла до 1295 осіб. Зареєстровано 14278 активних випадків хвороби, з них 180 у реанімації та 89 на штучній вентиляції легень.[18]
- Сінгапур повідомив про 17 нових завезених випадків хвороби, загальна кількість випадків зросла до 60495. 12 хворих одужали, загальна кількість одужань досягла 60214. Кількість померлих залишилася на рівні 30.[19]
- Україна повідомила про 10179 нових випадків хвороби за добу та 254 нових смерті за добу, загальна кількість випадків зросла до 1755888 і 34587 відповідно; загалом одужали 1352139 хворих.[20]
- Японія підтвердила новий варіант COVID-19 під назвою EEK.[21]

### 6 квітня
- Щотижневий звіт Всесвітньої організації охорони здоров'я.[22]
- В Індонезії повідомили про перший випадок зараження варіантом коронавірусу EEK.[23]
- Малайзія повідомила про 1300 нових випадків хвороби, загальна кількість випадків зросла до 353329. Зареєстровано 1412 нових одужань, загальна кількість одужань зросла до 337868. Повідомлено про 5 смертей, кількість померлих зросла до 1300. Зареєстровано 14161 активний випадок хвороби, з них 189 у реанімації та 88 на штучній вентиляції легень.[24]
- Нова Зеландія повідомила про 17 нових випадків хвороби, загальна кількість випадків зросла до 2524 (2168 підтверджених і 356 ймовірних). Одужали 4 хворих, загальна кількість одужань досягла 2424. Кількість померлих залишилася на рівні 26. У керованій ізоляції перебували 74 активні випадки хвороби.[25]
- Сінгапур повідомив про 24 нові завезені випадки, загальна кількість випадків зросла до 60519. 25 хворих одужали, внаслідок чого загальна кількість одужань досягла 60239. Кількість померлих залишилася на рівні 30.[26]
- Україна повідомила про 13276 нових випадків хвороби за добу та 430 нових смертей за добу, загальна кількість зросла до 1769164 та 35017 відповідно; загалом одужали 1362379 хворих.[27]
- За даними Університету Джонса Гопкінса кількість смертей від коронавірусу у світі наблизилася до 3 мільйонів.[28]
- Італійський професійний футболіст Федеріко Бернардескі з «Ювентуса» отримав позитивний тест на COVID-19.

### 7 квітня
- Малайзія повідомила про 1139 нових випадків хвороби, внаслідок чого загальна кількість випадків досягла 354468. 1199 хворих одужали, внаслідок чого загальна кількість одужань досягла 339067. Повідомлено про 4 смерті, кількість померлих зросла до 1304. Зареєстровано 14097 активних випадків хвороби, 194 у реанімації та 86 на штучній вентиляції легень.[29]
- Нова Зеландія повідомила про 7 нових випадків хвороби, загальна кількість випадків зросла до 2531 (2175 підтверджених і 356 ймовірних). Кількість одужань залишилася на рівні 2424, а кількість померлих — 26. У керованій ізоляції перебував 81 випадок хвороби.[30]
- У Сінгапурі повідомили про 35 нових випадків хвороби, у тому числі один з місцевою передачею та 34 завезених, загальна кількість випадків зросла до 60554. Зареєстровано 21 одужання, загальна кількість одужань зросла до 60260. Кількість померлих залишилася на рівні 30.[31]
- Україна повідомила про 15415 нових випадків хвороби за добу та рекордні 481 смертей за добу, загальна кількість зросла до 1784579 і 35498 відповідно; загалом одужав 1373851 хворий.[32]
- Міністр транспорту Таїланду Саксаям Чідчоб отримав позитивний тест на COVID-19.

### 8 квітня
- Малайзія повідомила про 1285 нових випадків хвороби, внаслідок чого загальна кількість випадків досягла 355753. Зареєстровано 1175 одужань, загальна кількість одужань зросла до 340242. Зареєстровано 4 смерті, кількість померлих зросла до 1308. Було 14203 активних випадків хвороби, з них 186 у реанімації та 81 на штучній вентиляції легень.[33]
- Нова Зеландія повідомила про 24 нових випадки хвороби, загальна кількість зросла до 2555 (2199 підтверджених і 356 ймовірних). Повідомлено про 10 одужань, загальна кількість одужань зросла до 2434. Кількість померлих залишилася на рівні 26. У керованій ізоляції перебували 95 випадків хвороби.[34]
- Сінгапур повідомив про 21 новий завезений випадок хвороби, загальна кількість випадків зросла до 60575. 24 хворі одужали, загальна кількість одужань досягла 60284. Кількість померлих залишилася на рівні 30.[35]
- Україна повідомила про 19419 нових випадків хвороби за добу та 464 нових смерті за добу, загальна кількість зросла до 1803998 і 35962 відповідно; загалом одужали 1383883 хворі.[36]
- Сполучені Штати Америки повідомили про 31,1 мільйона випадків COVID-19.[37]

### 9 квітня
- Франція перевищила поріг у 5 мільйонів випадків COVID-19.[38]
- В Індії кількість випадків COVID-19 перевищила 13 мільйонів.[39]
- В Ірані кількість випадків COVID-19 перевищила 2 мільйони.[40]
- У Малайзії повідомили про 1854 нові випадки хвороби, загальна кількість випадків зросла до 357607. Зареєстровано 1247 нових одужань, загальна кількість одужань зросла до 341489. Зареєстровано 5 смертей, кількість померлих зросла до 1313. Зареєстровано 14805 активних випадків хвороби, з них 169 у реанімації та 79 на штучній вентиляції легень.[41]
- Нова Зеландія повідомила про 6 нових випадків хвороби, загальна кількість випадків зросла до 2561 (2205 підтверджених і 356 ймовірних). 6 хворих одужали, загальна кількість одужань зросла до 2440. Кількість померлих залишилася на рівні 26. У керованій ізоляції перебували 95 випадків хвороби.[42]
- Сінгапур повідомив про 26 нових завезених випадків хвороби, загальна кількість випадків зросла до 60601. 20 хворих одужали, внаслідок чого загальна кількість одужань зросла до 60304. Кількість померлих залишилася на рівні 30.[43]
- Україна повідомила про 19676 нових випадків хвороби за добу та 419 нових смертей за добу, загальна кількість зросла до 1823674 та 36381 відповідно; загалом одужали 1395104 хворі.[44]

### 10 квітня
- Малайзія повідомила про 1510 нових випадків хвороби, внаслідок чого загальна кількість випадків досягла 359117. Зареєстровано 1248 одужань, загальна кількість одужань зросла до 342737. Зареєстровано 8 смертей, кількість померлих зросла до 1321. Зареєстровано 15059 активних випадків хвороби, 194 у реанімації та 81 на штучній вентиляції легень.[45]
- Нова Зеландія повідомила про 10 нових випадків хвороби, загальна кількість випадків зросла до 2571 (2215 підтверджених і 356 ймовірних). Кількість одужань залишилася на рівні 2440, а кількість померлих — 26. У керованій ізоляції перебували 105 активних випадків хвороби.[46]
- У Сінгапурі повідомили про 32 нові випадки хвороби, в тому числі один з місцевою передачею вірусу та 31 завезений, загальна кількість випадків зросла до 60633.[47] Зареєстровано 18 одужань, загальна кількість одужань зросла до 60322. Кількість померлих залишилася на рівні 30.[48]
- Україна повідомила про 17463 нові випадки хвороби за добу та 398 нових смертей за добу, загальна кількість зросла до 1841137 і 36779 відповідно; загалом одужали 1405826 хворих.[49]
- У Румунії кількість випадків COVID-19 перевищила 1 мільйон.[50]

### 11 квітня
- Малайзія повідомила про 1739 нових випадків хвороби, внаслідок чого загальна кількість випадків досягла 360856. Зареєстровано 1216 одужань, загальна кількість одужань зросла до 343953. Зареєстровано 8 смертей, кількість померлих зросла до 1329. Налічувалось 15574 активних випадків хвороби, з них 183 у реанімації та 81 на штучній вентиляції легень.[45]
- Нова Зеландія повідомила про 3 нових випадки хвороби, загальна кількість випадків зросла до 2574 (2218 підтверджених і 356 ймовірних). Кількість одужань залишилася на рівні 2440, а кількість померлих — 26. У керованій ізоляції перебували 108 активних випадків хвороби.[46]
- У Сінгапурі повідомили про 20 нових випадків хвороби, з них один проживав у гуртожитку та 19 завезених, загальна кількість випадків зросла до 60653.[51] 13 хворих одужали, загальна кількість одужань зросла до 60335. Кількість померлих залишилася на рівні 30.[52]
- Україна повідомила про 12112 нових випадків за добу та 235 нових смертей за добу, загальна кількість зросла до 1853249 та 37014 відповідно; загалом одужали 1410860 хворих.[53]

### 12 квітня
- У Німеччині кількість випадків COVID-19 перевищила 3 мільйони.[54]
- Малайзія повідомила про 1317 нових випадків хвороби, внаслідок чого загальна кількість випадків досягла 362173. Зареєстровано 1052 нові одужання, загальна кількість одужань зросла до 345005. Зареєстровано 4 смерті, кількість померлих зросла до 1333. Зареєстровано 15835 активних випадків хвороби, з них 188 у реанімації та 84 на штучній вентиляції легень.[55]
- Нова Зеландія повідомила про 9 нових випадків хвороби, загальна кількість випадків зросла до 2583 (2227 підтверджених і 356 ймовірних). Зареєстровано 17 одужань, загальна кількість одужань зросла до 2457. Кількість померлих залишилася на рівні 26. У керованій ізоляції перебували 100 активних випадків хвороби.[56]
- Сінгапур повідомив про 25 нових завезених випадків хвороби, загальна кількість випадків зросла до 60678. 22 хворі одужали, в результаті чого загальна кількість одужань досягла 60357. Кількість померлих залишилася на рівні 30.[57]
- Україна повідомила про 7856 нових випадків хвороби за добу та 287 нових смертей за добу, загальна кількість зросла до 1861105 та 37301 відповідно; загалом одужали 1416215 хворих.[58]

### 13 квітня
Щотижневий звіт Всесвітньої організації охорони здоров'я:
- Малайзія повідомила про 1767 нових випадків хвороби, внаслідок чого загальна кількість випадків досягла 363940. Зареєстровано 1290 нових одужань, загальна кількість одужань зросла до 346295. Зареєстровано 12 смертей, кількість померлих зросла до 1345. Налічувалось 16300 активних випадків хвороби, з них 199 у реанімації та 82 на апараті штучної вентиляції легень.[60]
- Нова Зеландія повідомила про 4 нових випадки хвороби, загальна кількість випадків зросла до 2587 (2231 підтверджених і 356 ймовірних). Зареєстровано 2 одужання, загальна кількість одужань зросла до 2459. Кількість померлих залишилася на рівні 26. У керованій ізоляції перебували 102 активні випадки хвороби.[61]
- Сінгапур повідомив про 14 нових завезених випадків, загальна кількість випадків зросла до 60692. Зареєстровано 17 одужань, внаслідок чого загальна кількість одужань досягла 60374. Кількість померлих залишилася на рівні 30.[62]
- Україна повідомила про 11680 нових випадків хвороби за добу та 457 нових смертей за добу, загальна кількість зросла до 1872785 та 37758 відповідно; загалом одужали 1430234 хворі.[63]
- Капітан «Реала» і збірної Іспанії з футболу Серхіо Рамос отримав позитивний результат тестування на COVID-19.[64]
- Американський кантрі-співак Люк Браян отримав позитивний тест на COVID-19.[65]

### 14 квітня
- Малайзія повідомила про 1889 нових випадків хвороби, внаслідок чого загальна кількість випадків досягла 365829. Зареєстровано 1485 одужань, загальна кількість одужань зросла до 347780. Зареєстровано 8 смертей, кількість померлих зросла до 1353. Зареєстровано 16696 активних випадків хвороби, з них 204 у реанімації та 79 на штучній вентиляції легень.[66]
- Нова Зеландія повідомила про 2 нових випадки хвороби, загальна кількість випадків зросла до 2589 (2233 підтверджених і 356 ймовірних). Зареєстровано 3 нових одужання, загальна кількість одужань зросла до 2462. Кількість померлих залишилася на рівні 26. У керованій ізоляції перебував 101 активний випадок хвороби.[67]
- У Сінгапурі повідомили про 27 нових випадків хвороби, у тому числі один з місцевою передачею вірусу та 26 імпортованих, загальна кількість випадків зросла до 60719.[68] 18 хворих одужали, загальна кількість одужань зросла до 60392. Кількість померлих залишилася на рівні 30.[69]
- У Туреччині повідомлено про 62797 нових випадків хвороби, загальна кількість випадків зросла до понад 4 мільйонів. Зареєстровано 279 смертей, кількість померлих зросла до 34737.[70]
- Україна повідомила про 14553 нові випадки хвороби за добу та 467 нових смертей за добу, загальна кількість зросла до 1887338 і 38225 відповідно; загалом одужали 1442618 хворих.[71]

### 15 квітня
- Індія повідомила про 200739 випадків хвороби, загальна кількість випадків зросла до 14074564.[72]
- Малайзія повідомила про 2148 нових випадків хвороби, внаслідок чого загальна кількість випадків досягла 367977. Зареєстровано 1259 одужань, загальна кількість одужань зросла до 349039. Зареєстровано 10 смертей, кількість померлих зросла до 1363. Налічувалось 17575 активних випадків хвороби, з них 212 у реанімації та 82 на штучній вентиляції легень.[73]
- Нова Зеландія повідомила про 2 нових випадки хвороби, загальна кількість випадків зросла до 2591 (2235 підтверджених і 356 ймовірних). Зареєстровано 2 нових одужання, загальна кількість одужань зросла до 2464. На керованій ізоляції перебував 101 активний випадок хвороби.[74]
- Сінгапур повідомив про 16 нових завезених випадків хвороби, загальна кількість випадків зросла до 60735. 25 хворих одужали, внаслідок чого загальна кількість одужань досягла 60 417. Кількість померлих залишилася на рівні 30.[75]
- Україна повідомила про 16427 нових випадків хвороби за добу та 433 нові смерті за добу, загальна кількість зросла до 1903765 і 38658 відповідно; загалом одужали 1453766 хворих.[75]

### 16 квітня
- Малайзія повідомила про 2551 новий випадок хвороби, загальна кількість випадків зросла до 370528. Зареєстровано 1524 нові одужання, загальна кількість одужань зросла до 350563. Зареєстровано 2 смерті, кількість померлих зросла до 1365 осіб. Налічувалось 18600 активних випадків хвороби, з них 227 у реанімації та 91 на штучній вентиляції легень.[76]
- Нова Зеландія повідомила про один новий випадок хвороби, а 2 раніше зареєстровані випадки були перекласифіковані; загальна кількість випадків зросла до 2590 (2234 підтверджених і 356 ймовірних). Кількість одужань залишилася на рівні 2464, а кількість померлих — 26. Налічувалось 100 активних випадків хвороби в керованій ізоляції.[77]
- У Сінгапурі повідомили про 34 нові випадки хвороби, в тому числі 2 з місцевою передачею вірусу та 34 завезені, загальна кількість випадків зросла до 60769.[78] Зареєстровано 29 одужань, загальна кількість одужань зросла до 60446. Кількість померлих залишилася на рівні 30.[79]
- Україна повідомила про 17479 нових випадків хвороби за добу та 438 нових смертей за добу, загальна кількість зросла до 1921244 та 39096 відповідно; загалом одужали 1465820 хворих.[80]
- За даними Університету Джонса Гопкінса, кількість смертей від COVID-19 у світі перевищила 3 мільйони.[81]
- Велика Британія повідомила, що працівники охорони здоров'я виявили 77 випадків нового варіанту COVID-19, які вперше були виявлені в індійському штаті Махараштра.[82]

### 17 квітня
- Фіджі повідомили про 4 нові випадки хвороби в керованій ізоляції.[83]
- Малайзія повідомила про 2331 новий випадок хвороби, загальна кількість випадків зросла до 372859. Зареєстровано 1832 одужання, загальна кількість одужань зросла до 352395. Зареєстровано 5 смертей, кількість померлих зросла до 1370. Налічувалось 19094 активних випадків хвороби, з них 225 у реанімації та 92 на штучній вентиляції легень.[84]
- У Сінгапурі повідомили про 39 нових випадків хвороби, у тому числі 4 з місцевою передачею вірусу та 35 завезених, загальна кількість випадків зросла до 60808.[85] 17 хворих одужали, загальна кількість одужань зросла до 60463. Кількість померлих залишилося на рівні 30.[86]
- Україна повідомила про 14984 нові випадки хвороби за добу та 440 нових смертей за добу, загальна кількість зросла до 1936228 і 39536 відповідно; загалом одужали 1475556 хворих.[87]

### 18 квітня
- Малайзія повідомила про 2195 нових випадків хвороби, внаслідок чого загальна кількість випадків досягла 375054. Зареєстровано 1427 одужань, загальна кількість одужань зросла до 352822. Зареєстровано 8 смертей, кількість померлих зросла до 1378. Налічувалось 19854 активних випадків хвороби, з них 219 у реанімації та 90 на штучній вентиляції легень.[88]
- Нова Зеландія повідомила про 5 нових випадків хвороби, загальна кількість випадків зросла до 2595 (2239 підтверджених і 356 ймовірних). Зареєстровано 3 одужання, загальна кількість одужань зросла до 2467. Кількість померлих залишилася на рівні 26. У керованій ізоляції перебували 102 активних випадки хвороби.[89]
- У Сінгапурі повідомили про 23 нові випадки хвороби, у тому числі один з місцевою передачею вірусу та 22 завезені, загальна кількість випадків зросла до 60831.[90] 22 хворі одужали, внаслідок чого загальна кількість одужань досягла 60485. Кількість померлих залишилася на рівні 30.[91]
- Україна повідомила про 10282 нових випадки хвороби за добу та 250 нових смертей за добу, загальна кількість зросла до 1946510 і 39786 відповідно; загалом одужали 1482079 хворих.[92]
- В Індії кількість випадків COVID-19 перевищила 15 мільйонів.

### 19 квітня
- Фіджі повідомили про першу за 12 місяців місцеву передачу вірусу в 53-річної жінки, яка тісно контактувала з працівником ізолятора.[93][94]
- У Малайзії повідомили про 2078 нових випадків хвороби, загальна кількість випадків досягла 377132. Зареєстровано 1402 одужання, загальна кількість одужань зросла до 355224. Зареєстровано 8 смертей, кількість померлих зросла до 1386. Налічувалось 20522 активні випадки хвороби, з них 228 у реанімації та 93 на штучній вентиляції легень.[95]
- Нова Зеландія повідомила про 2 нових випадки хвороби, а один раніше зареєстрований випадок був класифікований як досліджуваний; загальна кількість випадків зросла до 2596 (2240 підтверджених і 356 ймовірних). Зареєстровано одне одужання, загальна кількість одужань зросла до 2468. Кількість померлих залишилася на рівні 26. У керованій ізоляції перебували 102 активних випадки хвороби.[96]
- У Сінгапурі повідомили про 20 нових випадків хвороби, у тому числі один з місцевою передачею вірусу та 19 завезених, загальна кількість випадків зросла до 60851.[97] Зареєстровано 18 одужань, загальна кількість одужань зросла до 60503. Кількість померлих залишилася на рівні 30.[98]
- Україна повідомила про 6506 нових випадків хвороби за добу та 214 нових смертей за добу, загальна кількість зросла до 1953016 і 40 тисяч відповідно; загалом одужали 148777 хворих.[99]

### 20 квітня
Щотижневий звіт Всесвітньої організації охорони здоров'я:
- В автономному регіоні Бугенвіль підтвердили першу смерть від COVID-19. Всього в автономному регіоні було зареєстровано 284 випадки хвороби, з них 254 хворі одужали.[101]
- В Бразилії кількість випадків хвороби перевищила 14 мільйонів.[102]
- Фіджі підтвердили другий випадок хвороби з місцевою передачею вірусу, дочку першого випадку місцевої передачі.[103] 3 нові випадки були зареєстровані в керованій ізоляції; 2 з яких були службовцями в контрольованому ізоляторі.[104]
- Малайзія повідомила про 2341 новий випадок хвороби, загальна кількість випадків зросла до 379473. Зареєстровано 1592 одужання, загальна кількість одужань зросла до 356816. Повідомлено про 3 смерті, кількість померлих зросла до 1389. Налічувалось 21268 активних випадків хвороби, з них 249 у реанімації та 95 на штучній вентиляції легень.[105]
- Нова Зеландія повідомила про один новий випадок хвороби, загальна кількість випадків зросла до 2597 (2241 підтверджених і 356 ймовірних). 17 хворих одужали, загальна кількість одужань зросла до 2485. Кількість померлих залишилася на рівні 26. У керованій ізоляції перебували 86 активних випадків хвороби.[106]
- У Сінгапурі повідомили про 14 нових випадків, у тому числі один проживав у гуртожитку та 13 завезених, загальна кількість випадків зросла до 60865.[107] 37 хворих одужали, загальна кількість одужань зросла до 60540. Кількість померлих залишилася на рівні 30.[108]
- Україна повідомила про 8940 нових випадків хвороби за добу та 367 нових смертей за добу, загальна кількість зросла до 1961956 і 40367 відповідно; загалом одужали 1499752 хворих.[109]

### 21 квітня
- Фіджі підтвердили свій третій випадок місцевої передачі вірусу в 40-річної жінки з поселення Вайнітаравау в Суві.[110]
- В Іраку кількість випадків COVID-19 перевищила 1 мільйон.[111]
- Малайзія повідомила про 2340 нових випадків хвороби, внаслідок чого загальна кількість випадків досягла 381813. Зареєстровано 1190 одужань, загальна кількість одужань зросла до 358726. Зареєстровано 11 смертей, кількість померлих зросла до 1400. Зареєстровано 21687 активних випадків хвороби, з них 248 у реанімації та 101 на апараті штучної вентиляції легень.[112]
- Нова Зеландія повідомила про 2 нові випадки хвороби, загальна кількість випадків зросла до 2599 (2243 підтверджених і 356 ймовірних). Одужали 5 хворих, загальна кількість одужань зросла до 2490. Кількість померлих залишилася на рівні 26. У керованій ізоляції перебували 83 активні випадки хвороби.[113]
- У Сінгапурі повідомили про 15 нових випадків хвороби, у тому числі один з місцевою передачею вірусу та 14 завезених, загальна кількість випадків зросла до 60880.[114] 36 хворих одужали, внаслідок чого загальна кількість одужань досягла 60576. Кількість померлих залишилася на рівні 30.[115]
- У Сінгапурі повідомили про 15 нових випадків хвороби, у тому числі один з місцевою передачею вірусу та 14 завезених, загальна кількість випадків зросла до 60880.[114] 36 хворих одужали, внаслідок чого загальна кількість одужань досягла 60576. Кількість померлих залишилася на рівні 30.[115]
- Україна повідомила про 12162 нові випадки хвороби за добу та 429 нових смертей за добу, загальна кількість випадків зросла до 1974118 і 40796 відповідно; загалом одужали 1514472 хворі.[116]

### 22 квітня
- Фіджі повідомили про 8 нових випадків хвороби (2 з місцевою передачею вірусу та 6 у керованій ізоляції).[117]
- Індія повідомила про рекордні 314835 нових випадків хвороби, внаслідок чого загальна кількість випадків перевищила 16 мільйонів. Крім того, було зареєстровано 2104 смерті, внаслідок чого кількість померлих перевищила 185 тисяч.[118]
- Малайзія повідомила про 2875 нових випадків хвороби, внаслідок чого загальна кількість випадків досягла 384688. Зареєстровано 2541 одужання, загальна кількість одужань зросла до 361267. Зареєстровано 7 смертей, кількість померлих зросла до 1407 осіб. Налічувалось 22014 активних випадків хвороби, з них 248 у реанімації та 115 на штучній вентиляції легень.[119]
- Нова Зеландія повідомила про 3 нові випадки хвороби; загальна кількість випадків зросла до 2600 (2244 підтверджених і 356 ймовірних). Зареєстровано 4 одужання, загальна кількість одужань зросла до 2494. Кількість померлих залишилася на рівні 26. Налічувалось 80 активних випадків хвороби в керованій ізоляції, оскільки 2 раніше зареєстровані випадки були перекваліфіковані.[120]
- У Сінгапурі повідомили про 24 нові випадки хвороби, в тому числі один з місцевою передачею вірусу та один у гуртожитку, загальна кількість випадків зросла до 60904.[121] Крім того, 17 працівників гуртожитку «Westlite Woodlands Dormitory» були інфіковані COVID-19. Одужали 27 хворих, загальна кількість одужань зросла до 60603. Кількість померлих залишилася на рівні 30.[122]
- Україна повідомила про 16235 нових випадків хвороби за добу та 470 нових смертей за добу, загальна кількість зросла до 1990353 та 41266 відповідно; загалом одужали 1533303 хворі..[123]

### 23 квітня
- Малайзія повідомила про 2847 нових випадків хвороби, внаслідок чого загальна кількість випадків досягла 387535. Зареєстровано 2341 нове одужання, загальна кількість одужань зросла до 363608. Зареєстровано 8 смертей, кількість померлих зросла до 1415. Налічувалось 22512 активних випадків хвороби, з них 260 у реанімації та 125 на апараті штучної вентиляції легень.[124]
- Нова Зеландія не повідомила про нові випадки хвороби, загальна кількість випадків залишилася на рівні 2600 (2244 підтверджених і 356 ймовірних). Одужали 48 хворих, загальна кількість одужань склала 2542. Кількість померлих залишилася на рівні 26. У керованій ізоляції перебували 32 активні випадки хвороби.[125]
- У Сінгапурі повідомили про 39 нових випадків хвороби, у тому числі 2 з місцевою передачею вірусу та один у гуртожитку, внаслідок чого загальна кількість випадків зросла до 60943.[126] 10 хворих одужали, загальна кількість одужань зросла до 60613. Кількість померлих залишилася на рівні 30.[127]
- Україна повідомила про 14277 нових випадків хвороби за добу, та перевищила 2 мільйони випадків, загальна кількість випадків зросла до 2004630. Крім того, за добу було зареєстровано 434 нових смерті, загальна кількість померлих зросла до 41700, загалом 1552267 хворих одужали.[128]

### 24 квітня
- На Фіджі підтверджено один новий випадок місцевої передачі вірусу — 14-річна донька працівника готелю.[129]
- Малайзія повідомила про 2717 нових випадків хвороби, внаслідок чого загальна кількість випадків досягла 390252. Зареєстровано 2292 нові одужання, загальна кількість одужань зросла до 365900. Зареєстровано 11 смертей, кількість померлих зросла до 1426. Нареєстровано 22926 активних випадків хвороби, з них 272 у реанімації та 124 на апараті штучної вентиляції легень.[130]
- Нова Зеландія повідомила про 2 нових випадки хвороби, загальна кількість випадків зросла до 2601 (2245 підтверджених і 356 ймовірних). Кількість одужань залишилася на рівні 2542, а кількість померлих — 26. Налічувалось 33 активні випадки хвороби, один випадок, про який повідомлялося раніше, класифікується як досліджуваний.[131]
- У Сінгапурі повідомили про 23 нові випадки хвороби, у тому числі 5 з місцевою передачею вірусу та 18 завезених, загальна кількість випадків зросла до 60966.[132] 16 хворих одужали, внаслідок чого загальна кількість одужань досягла 60629. Кількість померлих залишилася на рівні 30.[133]
- Україна повідомила про 12711 нових випадків хвороби за добу та 392 нові смерті за добу, загальна кількість зросла до 2017341 і 42092 відповідно; загалом одужали 1565954 хворі.[134]
- У Сполучених Штатів Америки кількість випадків перевищила 32 мільйони.[135]

### 25 квітня
- Фіджі повідомили про 4 випадки місцевої передачі вірусу, включаючи один у столиці Суві, який не пов'язаний з іншими випадками.[136]
- Малайзія повідомила про 2690 випадків хвороби, внаслідок чого загальна кількість випадків досягла 392942. Зареєстровано 1853 одужання, загальна кількість одужань зросла до 367753. Зареєстровано 10 смертей, кількість померлих зросла до 1436 осіб. Налічувалось 23753 активних випадків хвороби, з них 283 у реанімації та 121 на апараті штучної вентиляції легень.[137]
- Нова Зеландія не повідомила про нові випадки хвороби, видужання чи смерті. Загальна кількість випадків залишилася на рівні 2601 (2245 підтверджених і 356 ймовірних). Кількість одужань залишилася на рівні 2542, а кількість померлих — 26. Налічувалось 33 активних випадки хвороби в керованій ізоляції.[138]
- Сінгапур повідомив про 40 нових завезених випадків, загальна кількість випадків зросла до 61006. Зареєстровано 33 одужання, загальна кількість одужань зросла до 60662. Кількість померлих залишилася на рівні 30.[139]
- Швейцарія повідомила про перший випадок зараження індійським варіантом коронавірусу.[140]
- Україна повідомила про 7930 нових випадків хвороби за добу та 231 нову смерть за добу, загальна кількість зросла до 2025271 та 42323 відповідно; загалом одужали 1572528 хворих.[141]

### 26 квітня
- Фіджі повідомили про 12 місцевих передач вірусу.[142]
- В Індія кількість випадків хвороби перевищила 17 мільйонів.[143]
- На Філіппінах кількість випадків перевищила 1 мільйон.[144]
- У Малайзії повідомили про 2776 нових випадків хвороби, загальна кількість випадків досягла 395718. 1803 хворі одужали, загальна кількість одужань зросла до 369556. Зареєстровано 13 смертей, кількість померлих зросла до 1449. Налічувалось 24713 активних випадків хвороби, з них 300 у реанімації та 133 на апараті штучної вентиляції легень.[145]
- Сінгапур повідомив про 45 нових випадків хвороби, в тому числі один з місцевою передачею вірусу та один у гуртожитку, внаслідок чого загальна кількість випадків зросла до 61051.[146] 20 хвороба одужали, загальна кількість одужань зросла до 60682. Кількість померлих залишилася на рівні 30.[147]
- Україна повідомила про 5062 нові випадки хвороби за добу та 195 нових смертей за добу, загальна кількість зросла до 2030333 та 42518 відповідно; загалом одужали 1579438 хворих.[148]
- Колишній президент Перу Мартін Віскарра отримав позитивний результат тесту на COVID-19.[149]

### 27 квітня
Щотижневий звіт Всесвітньої організації охорони здоров'я:
- Фіджі повідомили про 6 нових випадків хвороби (2 випадки місцевої передачі вірусу та 4 в керованій ізоляції). Налічувалось 42 активних випадки хвороби, 18 у керованій ізоляції та 24 місцевої передачі вірусу. На Фіджі було загалом 109 випадків хвороби, 65 одужань та 2 смерті.[151]
- Малайзія повідомила про 2733 нові випадки хвороби, загальна кількість зросла до 398451. Зареєстровано 2019 одужань, загальна кількість одужань зросла до 371575. Зареєстровано 13 смертей, кількість померлих зросла до 1462 осіб. Налічувалось 25414 активних випадків хвороби, з них 294 у реанімації та 138 на апараті штучної вентиляції легень.[152]
- Нова Зеландія повідомила про 8 нових випадків хвороби, загальна кількість випадків зросла до 2609 (2253 підтверджених і 356 ймовірних). 5 хворих одужали, загальна кількість одужань зросла до 2547. Кількість померлих залишилася на рівні 26. У керованій ізоляції перебували 36 випадків хвороби.[153]
- У Сінгапурі повідомили про 12 нових випадків хвороби, у тому числі один з місцевою передачею вірусу та 11 завезених, загальна кількість випадків зросла до 61063.[154] 22 хворі одужали, внаслідок чого загальна кількість одужань зросла до 60704. Кількість померлих залишилася на рівні 30.[155]
- Україна повідомила про 7915 нових випадків хвороби за день і 432 нові смерті за день, загальна кількість зросла до 2038248 і 42950 відповідно; загалом одужали 1596829 хворих.[156]

### 28 квітня
- Фіджі повідомили про 2 випадки місцевої передачі вірусу.[157]
- В Індії померли 3293 хворі, кількість померлих зросла до 201187. Було зареєстровано 360960 нових випадків хвороби, загальна кількість випадків зросла майже до 18 мільйонів.[158]
- Малайзія повідомила про 3142 нові випадки хвороби, загальна кількість випадків зросла до 401593. Зареєстровано 1822 одужання, загальна кількість одужань зросла до 373397. Зареєстровано 15 смертей, кількість померлих зросла до 1477. Налічувалось 26719 активних випадків хвороби, з них 306 у реанімації та 151 на апараті штучної вентиляції легень.[159]
- Нова Зеландія повідомила про 2 нових випадки хвороби, загальна кількість випадків зросла до 2610 (2254 підтверджених і 356 ймовірних). Зареєстровано 10 нових одужань, загальна кількість одужань зросла до 2557. Кількість померлих залишилася на рівні 26. У керованій ізоляції перебували 27 активних випадків хвороби.[160]
- У Сінгапурі повідомили про 23 нові випадки хвороби, у тому числі 3 з місцевою передачею вірусу та 20 завезених, загальна кількість випадків зросла до 61086.[161] Крім того, підозрювалось виникнення кластера, пов'язаний із лікарнею Тан Ток Сенг, після 5 випадків зараження COVID-19, включаючи медсестру та лікаря. Зареєстровано 14 одужань, внаслідок чого загальна кількість одужань досягла 60 718. Кількість померлих залишилася на рівні 30.[162]
- Україна повідомила про 9590 нових випадків хвороби за добу та 441 нову смерть за добу, загальна кількість випадків зросла до 2047838 і 43391 відповідно; загалом одужав 1616891 хворий.[163]

### 29 квітня
- У Бразилії кількість смертей від COVID-19 досягла 400 тисяч.[164]
- Фіджі підтвердили 5 випадків COVID-19, 4 випадки місцевої передачі та один випадок у карантині на кордоні.[165]
- Індія повідомила про рекордний показник у 379257 нових випадків хвороби за добу, внаслідок чого загальна кількість випадків COVID-19 перевищила 18 мільйонів. Повідомлено про 3645 нових смертей.[166]
- Малайзія повідомила про 3332 нові випадки хвороби, загальна кількість зросла до 404925. Зареєстровано 1943 нові одужання, загальна кількість одужань зросла до 375340. Повідомлено про 15 смертей, кількість померлих зросла до 1492. Налічувалось 28093 активних випадків хвороби, з них 309 у реанімації та 147 на апараті штучної вентиляції легень.[167]
- Нова Зеландія повідомила про 3 нові випадки хвороби, загальна кількість випадків зросла до 2613 (2257 підтверджених і 356 ймовірних). Одужали 7 хворих, а загальна кількість одужань досягла 2564. Кількість померлих залишилася на рівні 26. У керованій ізоляції перебували 23 активні випадки хвороби.[168]
- У Сінгапурі повідомили про 35 нових випадків хвороби, у тому числі 16 з місцевою передачею вірусу та 19 завезених, загальна кількість випадків зросла до 61121. З числа випадків місцевої передачі 8 були пов'язані з кластером у лікарні Тан Ток Сенг.[169] 20 хворих одужали, внаслідок чого загальна кількість одужань досягла 60738. Кількість померлих залишилася на рівні 30.[170]
- Україна повідомила про 11627 нових випадків хвороби за добу та 387 нових смертей за добу, загальна кількість зросла до 2059465 та 43778 відповідно; загалом одужали 1635333 хворі.[171]
- Кількість інфікованих коронавірусом у світі досягла 150 мільйонів, а померлих — 3,16 мільйона.[172]

### 30 квітня
- Фіджі повідомили про один новий випадок хвороби.[173]
- Малайзія повідомила про 3788 нових випадків хвороби, загальна кількість випадків зросла до 408713. Зареєстровано 2640 одужань, загальна кількість одужань зросла до 377980. Зареєстровано 14 смертей, кількість померлих зросла до 1506. Налічувалось 29277 активних випадків хвороби, з них 328 у реанімації та 161 на апараті штучної вентиляції легень.[174]
- Нова Зеландія не повідомила про нові випадки хвороби, одужання та смерті. Загальна кількість випадків хвороби залишилася на рівні 2613 (2257 підтверджених та 356 ймовірних). Кількість одужань залишилася на рівні 2564, а кількість померлих — 26. Налічувалось 23 активних випадки хвороби.[175]
- У Сінгапурі повідомили про 24 нові випадки хвороби, у тому числі 9 з місцевою передачею вірусу та 15 завезених, загальна кількість випадків зросла до 61145. 4 з них були пов'язані з кластером у лікарні Тан Ток Сенг.[176] 13 хворих одужали, внаслідок чого загальна кількість одужань зросла до 60751. Кількість померлих залишилася на рівні 30.[177]
- Україна повідомила про 10072 нові випадки хвороби за добу та 307 нових смертей за добу, загальна кількість зросла до 2069537 і 44085 відповідно; загалом одужали 1655525 хворих.[178]

## Резюме
Протягом квітня 2021 року жодна нова країна чи територія не підтвердили перші випадки хвороби.
Станом на кінець квітня лише такі країни та території не повідомляли про випадки зараження SARS-CoV-2:
Азія
- Кокосові острови
- Острів Різдва
- Північна Корея
- Туркменістан

Європа
- Шпіцберген ( Норвегія)

Океанія
- Острови Кука
- Кірибаті
- Науру
- Ніуе
- Острів Норфолк
- Палау
- Піткерн
- Токелау
- Тонга
- Тувалу